# Singularivultus decellei
Singularivultus decellei is een keversoort uit de familie klopkevers (Ptinidae). De wetenschappelijke naam van de soort werd in 1991 gepubliceerd door Xavier Bellés.